# Sauber C20
Sauber C20 byl vůz, se kterým tým Sauber soutěžil v sezóně 2001. Poháněl jej 3,0litrový motor V10 '01A' značky Petronas dodaný společností Ferrari. Vůz C20 se vyznačoval nejen svou případnou pozicí v mistrovství světa konstruktérů, ale také novým typem uložení předního zavěšení: „dvojitým kýlem“.

## Dvojitý kýl
Účinek proudění vzduchu pod nosem se poprvé projevil na počátku 90. let. Na konci dekády se většina týmů spokojila s designem, kde byly obě spodní ramena předního zavěšení namontována z jediného podélného „kýlu“ probíhajícího pod nosem. Pro rok 2001 zavedla FIA nařízení o zvednutí boků předního křídla o 50 mm, aby se snížil přítlak a snížily se rychlosti v zatáčkách.
Sauber zavedl samostatné pylony pro každý z předních závěsů na svém předchozím voze C19. U vozu C20 byla oblast mezi předními a zadními upevňovacími body na každé straně vyplněna, čímž vznikly dva podélné kýly probíhající pod bočními stranami přídě. Sergio Rinland navrhl vůz a poté okamžitě opustil tým a připojil se k Arrows, přičemž vývoj vozu C20 ponechal v rukou Willyho Rampfa.
Navzdory relativně skromnému rozpočtu byla úspora hmotnosti hlavním hlediskem při návrhu vozu a tým strávil 35 týdnů zdokonalováním aerodynamického balíčku v aerodynamickém tunelu během fáze návrhu.

## Jezdci
Na rozdíl od zkušené dvojice Mika Salo a Pedro Diniz z předchozí sezóny podepsal Peter Sauber Němce Nicka Heidfelda a finského nováčka Kimiho Räikkönena. Jeho nedostatek zkušeností podnítil některé jezdce a představitele FIA, včetně Maxe Mosleyho, aby zpochybnili moudrost tohoto rozhodnutí. Heidfeld debutoval v týmu Prost v sezóně 2000, ale Räikkönen byl 21letý mladík, jehož jediná předchozí zkušenost s formulí byla jeden a půl sezóny v britské Formuli Renault v letech 1999 až 2000, i když tam vyhrál titul.
Výkony mladého Fina však byly v rozporu s jeho věkem a nedostatkem zkušeností, když při svém debutu bodoval a celkem získal body ve čtyřech závodech v průběhu sezóny. Heidfeld dosáhl stupně vítězů (jednoho ze šesti v historii Sauberu), když skončil třetí v Brazílii a získal body v sedmi závodech sezóny.

## Mistrovství světa konstruktérů
Vůz C20 se ukázal být jedním z nejkonkurenceschopnějších šasi Sauberu, který týmu zajistil celkem 21 bodů a 4. místo v pořadí Mistrovství světa konstruktérů.
Vůz C20 dosáhl 11 bodovaných umístění a 10 nebodovaných umístění z 33 startů.

## Sponzorství a zbarvení
Stejně jako u všech modelů Sauber v letech 1995 až 2003 byl výběr barvy laku založen na barvách hlavních sponzorů. Většina šasi byla v modré barvě podle výrobce nápojů Red Bull, boky byly lakovány azurovou barvou Petronas. Kromě dvou předchozích hlavních sponzorů se jako nový sponzor dostala do popředí také švýcarská banka Credit Suisse. Z tohoto důvodu byla příď vozidla poprvé natřena bílou barvou.

## Kompletní výsledky ve Formuli 1
| Legenda k tabulce | Legenda k tabulce                                                                       |
| Barva             | Výsledek                                                                                |
| ----------------- | --------------------------------------------------------------------------------------- |
| Zlatá             | Vítěz                                                                                   |
| Stříbrná          | 2. místo                                                                                |
| Bronzová          | 3. místo                                                                                |
| Zelená            | Bodované umístění                                                                       |
| Modrá             | Nebodované umístění                                                                     |
| Modrá             | Dokončil neklasifikován (NC)                                                            |
| Fialová           | Odstoupil (Ret)                                                                         |
| Červená           | Nekvalifikoval se (DNQ)                                                                 |
| Červená           | Nepředkvalifikoval se (DNPQ)                                                            |
| Černá             | Diskvalifikován (DSQ)                                                                   |
| Bílá              | Nestartoval (DNS)                                                                       |
| Bílá              | Závod zrušen (C)                                                                        |
| Světle modrá      | Pouze trénoval (PO)                                                                     |
| Světle modrá      | Páteční testovací jezdec (TD)                                                           |
| Bez barvy         | Netrénoval (DNP)                                                                        |
| Bez barvy         | Vyřazen (EX)                                                                            |
| Bez barvy         | Nepřijel (DNA)                                                                          |
| Bez barvy         | Odvolal účast (WD)                                                                      |
| Bez barvy         | Nezúčastnil se (prázdné)                                                                |
| Označení          | Význam                                                                                  |
| Tučnost           | Pole position                                                                           |
| Kurzíva           | Nejrychlejší kolo                                                                       |
| †                 | Jezdec nedojel do cíle, ale byl klasifikován, protože odjel více než 90 % délky závodu. |
| ‡                 | Byl udělován poloviční počet bodů, protože bylo odjeto méně než 75 % délky závodu.      |
| Horní index       | Umístění bodujících jezdců ve sprintu                                                   |

| Rok  | Tým                      | Motor        | Pneumatiky | Jezdci         | 1   | 2   | 3   | 4   | 5   | 6   | 7   | 8   | 9   | 10  | 11  | 12  | 13  | 14  | 15  | 16  | 17  | Body | Umístění |
| ---- | ------------------------ | ------------ | ---------- | -------------- | --- | --- | --- | --- | --- | --- | --- | --- | --- | --- | --- | --- | --- | --- | --- | --- | --- | ---- | -------- |
| 2001 | Red Bull Sauber Petronas | Petronas V10 | B          |                | AUS | MAL | BRA | SMR | ESP | AUT | MON | CAN | EUR | FRA | GBR | GER | HUN | BEL | ITA | USA | JPN | 21   | 4. místo |
| 2001 | Red Bull Sauber Petronas | Petronas V10 | B          | Nick Heidfeld  | 4   | Ret | 3   | 7   | 6   | 9   | Ret | Ret | Ret | 6   | 6   | Ret | 6   | Ret | 11  | 6   | 9   | 21   | 4. místo |
| 2001 | Red Bull Sauber Petronas | Petronas V10 | B          | Kimi Räikkönen | 6   | Ret | Ret | Ret | 8   | 4   | 10  | 4   | 10  | 7   | 5   | Ret | 7   | DNS | 7   | Ret | Ret | 21   | 4. místo |